# Mullerupgård
Mullerupgaard er dannet ved sammenlægning af bøndergårde i sidste halvdel af 1700-tallet. Gården ligger nær Mullerup Havn ved Musholm Bugt.
Mullerupgaard Gods er på 299 hektar med Øen Musholm.

## Ejere af Mullerupgaard
Denne liste er ufuldstændig; hjælp gerne med at udfylde den.
- 1842-1846: Henrik greve Moltke
- 1846-1866: Spethman
- 1854 var Mullerupgaard på auktion [1]
- 1866-1873: H.J. Schou
- 1873-1883: I.H. Bing
- 1883-1890: Anton Bing
- 1890-1911: P.A. Jul Petersen
- 1911-1930: Harald Jul Petersen
- 1930-19??: Enkefru D. Petersen
- 1986-: Karin Dinesen